# Never for Ever
Never for Ever é o terceiro álbum de estúdio da cantora britânica Kate Bush. Lançado em 1980, foi o primeiro álbum de Bush a alcançar o nº. 1 e foi também o primeiro álbum de uma artista solo britânica a ganhar o topo da parada de álbuns do Reino Unido (UK Album Chart), bem como o primeiro álbum de qualquer artista solo feminino a entrar na parada no nº. 1. Desde então foi certificado ouro pela BPI. Kate Bush co-produziu o álbum com Jon Kelly.

## Antecedentes
Never for Ever, que teve sua produção iniciada após a turnê de 1979, foi a segundo incursão de Kate Bush no campo da produção (sua primeira foi no On Stage EP no ano anterior), auxiliada pelo engenheiro de som de Lionheart (1978), Jon Kelly. Bush estava interessada em começar a produzir seu trabalho e sentia que esse seria o primeiro álbum com o qual se sentiria feliz, uma vez que era muito mais pessoal.
O álbum foi o primeiro de Kate Bush a incluir sintetizadores digitais e caixas de ritmos, em particular o Fairlight CMI, que foi programado por Richard James Burgess e John L. Walters. Como seus dois álbuns anteriores, foi inicialmente composto no piano.
As influências literárias e cinematográficas de Bush estavam novamente à tona. "The Infant Kiss", a história de uma governanta que está assustada com os sentimentos que ela tem por seus colega de trabalho mais jovem, foi inspirada pelo filme Os Inocentes, que foi inspirado pelo romance The Turn of the Screw de Henry James. "The Wedding List" foi inspirada pelo filme A Noiva Estava de Preto de François Truffaut.
Esse é o único álbum de Bush a não ter uma faixa-título. De acordo com ela, o título alude a emoções conflitantes, boas e ruins, que passam, como ela declarou: "devemos dizer aos nossos corações que é 'never for ever' (nunca é para sempre) e ficarmos felizes que é dessa forma".
A capa do álbum é uma ilustração a lápis feita pelo artista Nick Price. Bush ficou satisfeita com os resultados (retrata uma multidão de animais e monstros saindo de sua saia). Sobre o conceito, Bush disse que reflete no título, retratando coisas boas e ruins que surgem de você.

## Faixas
1. "Babooshka"
2. "Delius (Song of Summer)"
3. "Blow Away (For Bill)"
4. "All We Ever Look For"
5. "Egypt"
6. "The Wedding List"
7. "Violin"
8. "The Infant Kiss"
9. "Night Scented Stock"
10. "Army Dreamers"
11. "Breathing"